# Elmore Y. Sarles
Elmore Yocum Sarles, född 15 januari 1859 i Wonewoc, Wisconsin, död 14 februari 1929 i Hillsboro, North Dakota, var en amerikansk republikansk politiker. Han var den nionde guvernören i delstaten North Dakota 1905–1907. Fadern Jesse Sarles var präst i Methodist Episcopal Church.
Sarles gick i skola i Wisconsin och studerade i ett år vid Galesburg University. Han flyttade 1881 till Dakotaterritoriet och arbetade som bankdirektör. Han tjänstgjorde i två år som borgmästare i Hillsboro och var likaledes i två år delstatens guvernör. Sarles kampanjslogan var More business in government och delstatens budget visade överskott efter hans mandatperiod som guvernör.
Frimuraren Sarles gravsattes på Riverside Cemetery i Hillsboro.